# سینگا گلاوا
سینگا گلاوا (به صربی: Sinja Glava) یک منطقهٔ مسکونی در صربستان است که در پیروت واقع شده‌است. سینگا گلاوا ۱۳۸ نفر جمعیت دارد.